# Bulletin de correspondance hellénique

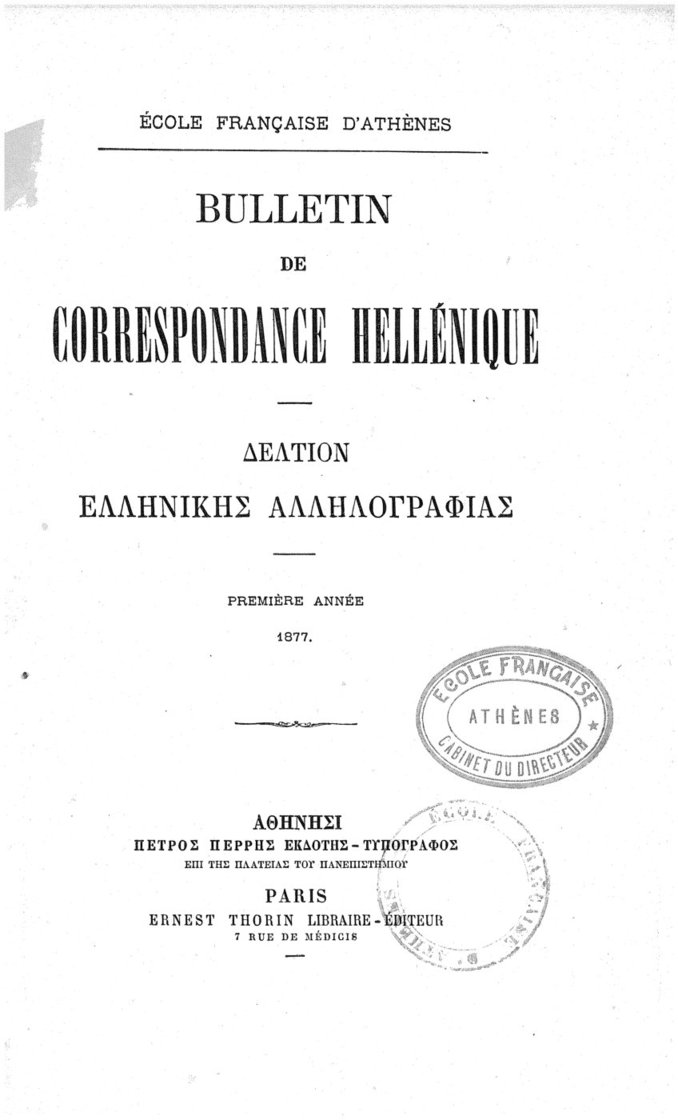
Portada de la primera edición (1877).

El Boletín de correspondencia helénica (del francés: Bulletin de correspondance hellénique) es una revista científica de filología, historia y arqueología, publicada por la Escuela Francesa de Atenas (École française d'Athènes) desde 1877. Habitualmente, el nombre de este boletín aparece con el acrónimo BCH.
El Boletín de correspondencia helénica es el sucesor del Bulletin de l'école française d'Athènes (Boletín de la escuela francesa de Atenas), publicado de 1866 a 1871. Originariamente, fue editado por Albert Dumont para publicar los documentos presentados al Institut de correspondance hellénique d'Athènes (Instituto de correspondencia helénica de Atenas).
La publicación es semestral. La revista trata los periodo históricos comprendidos entre el Neolítico y el bizantino y está destinada, con prioridad, a la publicación de trabajos de los miembros de la Escuela Francesa de Atenas. En el segundo número de cada año, se publica una crónica de las excavaciones arqueológicas en Grecia y Chipre, acompañada de un informe sobre las actividades de la Escuela Francesa de Atenas.
Además de la publicación anual del BCH, aparecen regularmente los Suppléments au BCH (Suplementos al BCH), que constituyen volúmenes temáticos que pueden ser tanto publicaciones de coloquios como de tesis.